# مرز بلژیک–فرانسه

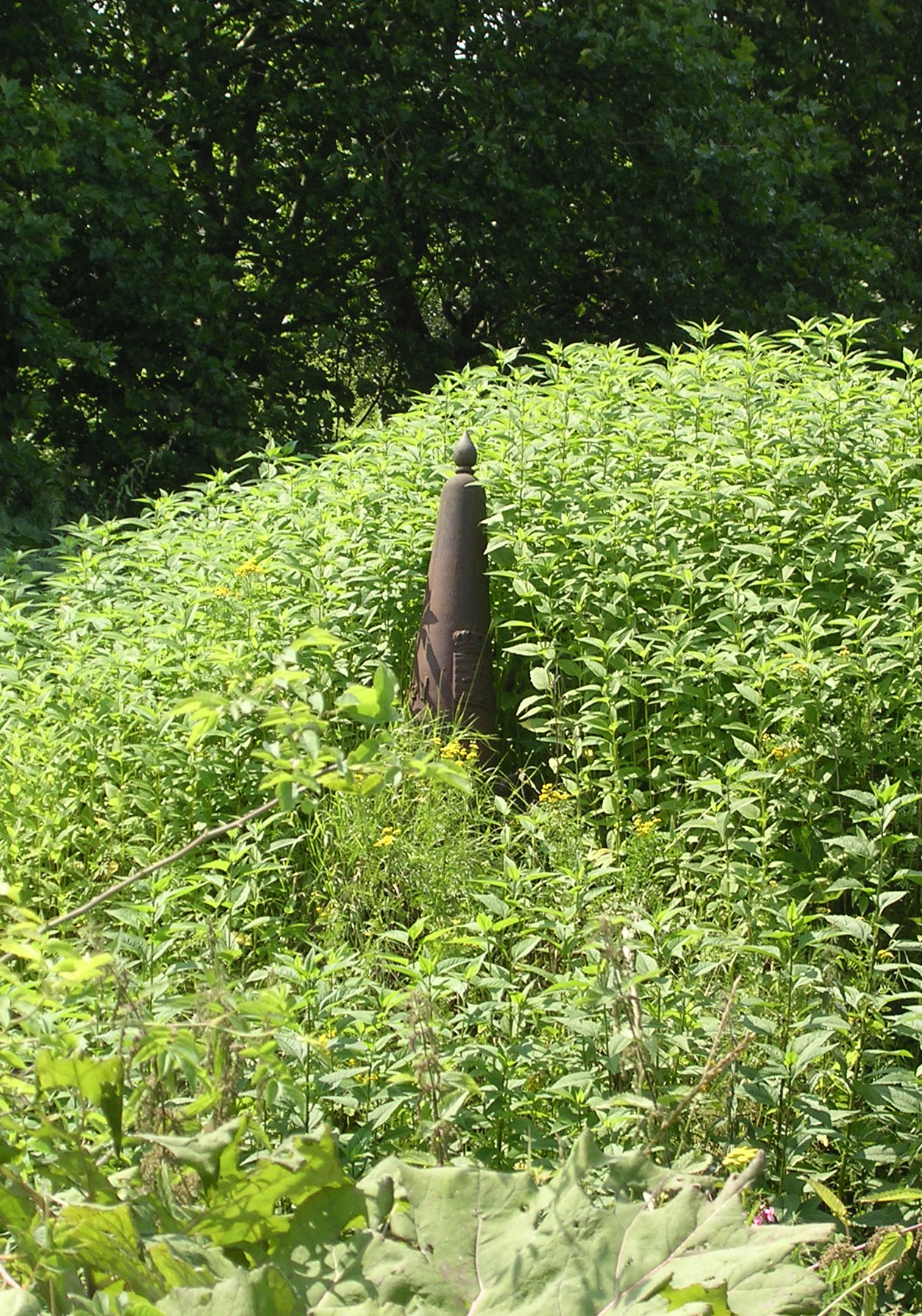
سه مرز بلژیک–فرانسه–لوکزامبورگ

خط مرزی بلژیک–فرانسه (انگلیسی: Belgium–France border) نام سرحد و حاشیهٔ بین دو کشور بلژیک و فرانسه به فاصلهٔ ۶۲۰ کیلومتر (۳۹۰ مایل) می‌باشد.
از سال ۱۹۹۵ بلژیک و فرانسه بخشی از منطقه شینگن بوده‌اند. این بدان معنی است که هیچ کنترل دائمی مرزی در این مرز وجود ندارد، اما در گذر زمان کنترل‌های موقت بر روی این منطقه از سوی کشورها وجود داشته‌است.
قسمت مرزی بلژیک، از شمال به جنوب، با استان‌های فلاندر غربی (منطقهٔ ولامس) و هاینو، نامور و لوکزامبورگ (منطقهٔ والون) مشترک است.
قسمت مرزی فرانسه، از شمال به جنوب، با بخشهای نر و ان (منطقهٔ او-دو-فرانس) و اردن، موز و مرت-ا-موزل (منطقهٔ گرانت است) مشترک است.